# Bartholomäus Ostermair

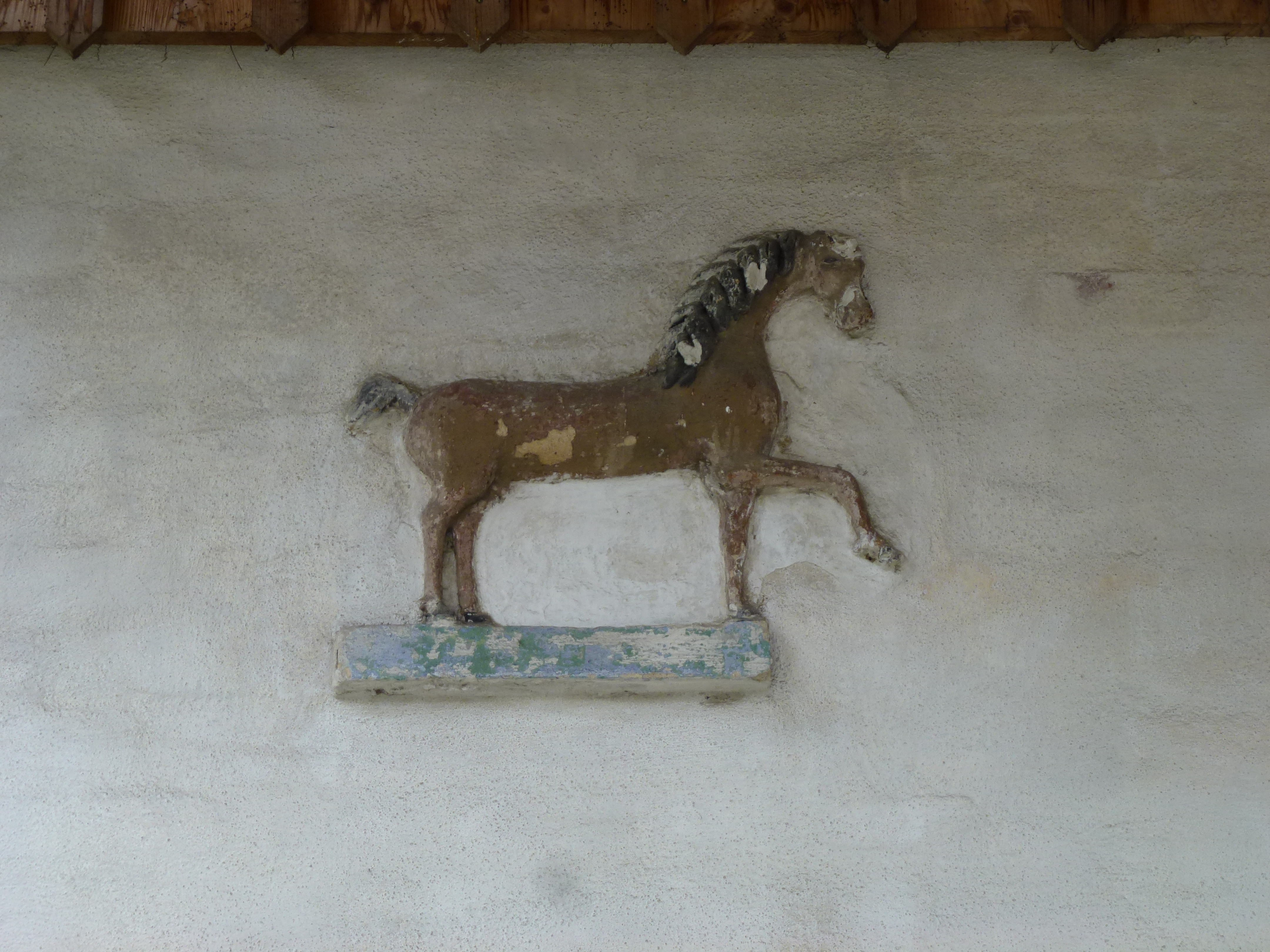
Mörtelplastik eines Pferdes von Bartholomäus Ostermair in Weichs

Bartholomäus Ostermair (* 15. August 1837 in Metzenried; † 3. Mai 1899 in Unterweilenbach), genannt Saubartl, war ein deutscher Maurer. Viele von ihm erstellte Mörtelplastiken stehen heute unter Denkmalschutz.

## Leben
Ostermair wurde 1837 als zehntes von zwölf Kindern in Metzenried geboren. Nach seiner Lehre als Maurer erwarb er 1865 das Saubartl-Anwesen Nr. 8 in Unterweilenbach. Im Jahr darauf heiratete er die Singenbacher Gütlerstochter Afra Huber. Während der Hof von seiner Frau und den acht Kindern bewirtschaftet wurde, verdingte sich Ostermair in den Sommermonaten als Wanderarbeiter. Er erstellte dabei für geringes Geld zahlreiche Mörtelbilder an Gebäudewänden, die nur teilweise noch erhalten sind. Ostermair war hierbei sehr vielseitig und kreativ. Er hatte stets ein Musterbüchlein mit Zeichnungen bei sich, aus denen sich die Auftraggeber ihr Motiv auswählen konnten. Die Ausführung erfolgte aber immer individuell. Seine Werke gelten heute als einzigartiges Beispiel bayerischer Volkskunst. Ostermair starb am 3. Mai 1899 und ist in Weilach bei Gachenbach bestattet.